# Piets-Plasence-Moustrou
 Piets-Plasence-Moustrou  (en occitano Piets-Plasença-Mostròu) es una población y comuna francesa, en la región de Aquitania, departamento de Pirineos Atlánticos, en el distrito de Pau y cantón de Arzacq-Arraziguet.

## Demografía
| 202 | 167 | 140 | 146 | 117 | 123 |
| Para los censos de 1962 a 1999 la población legal corresponde a la población sin duplicidades (Fuente: INSEE [Consultar]) |     |     |     |     |     |